# Marko Asell
Marko Asell, född 8 maj 1970, är en finländsk socialdemokratisk politiker och brottare.
Asell var ledamot av Finlands riksdag 2007–2011 och är ledamot sedan 2019.

## Utmärkelser
- Riddartecknet av I klass av Finlands Lejons orden,  6 december 2023[5]

[Redigera Wikidata]